# Богдановка (Березанский район)
Богдановка (укр. Богданівка) — село в Березанском районе Николаевской области Украины.
Население по переписи 2001 года составляло 25 человек. Почтовый индекс — 57420. Телефонный код — 5352.

## Местный совет
57420, Николаевская обл., Березанский р-н, с. Дмитровка, ул. Мира, 14